# Аеродром Меминген
Аеродром Меминген, познат и као Аеродром Алгој, је међународни аеродром близу истоименог немачког града Мемингена, на 4 km од њега, у југозападној Баварској. Аеродром се сматра другом ваздушном луком Минхена, који је удаљен 110 km источно од града, али нуди бројне нискотарифне летове. Такође, то је највиши комерцијални аеродром у Немачкој, на преко 630 метара надморске висине.
Године 2023. кроз Аеродром Меминген је прошло преко 2,8 милиона путника.. По томе је то трећи и најмањи цивилни аеродром у Баварској (после минхенског и нирнбершког). Аеродром се ослања махом на нискотарифне, сезонске и чартер летове. Он је авио-чвориште за авио-компанију „Рајанер”.